# La Patria (1865-1866)
La Patria fue un periódico publicado en Madrid entre 1865 y 1866, vinculado a la Unión Liberal.

## Historia
Editado en Madrid, publicó su primer ejemplar el 1 de enero de 1865, según consta en el número cccxxii. El número cccxvi, del 13 de enero de 1866, estaba impreso en la imprenta de J. Fernández, en cuatro páginas de 0,537 x 0,357. Más tarde pasaría a imprimirse en una imprenta propia. Cesó el 3 de noviembre de 1866.
El periódico, que pertenecía a la Unión Liberal, fue fundado por Fermín de la Puente y Apezechea y su hermano Pedro, acompañados de Salvador López Guijarro. Más tarde lo dirigió Adolfo Mentaberry. Entre sus redactores se contaron nombres como los de E. de Bonilla, Agustín de la Paz Bueso, José Correa, Antonio Ferrer del Río, M. Sáiz de los Terreros, Emilio de Santos y Rafael Serrano Alcázar.